# 외톨이 늑대
동물행동학이나 심리학에서 외톨이 늑대(영어: Lone wolf)란, 일반적으로 집단으로 살아가지 않고 홀로 살아가는 동물 또는 사람을 의미한다.

## 동물
동물에서, 외톨이 늑대는 무리에 속하지 않고 독립적으로 혼자 살아가는 늑대를 의미한다.
동물 세계에서, 외톨이 늑대는 전형적으로 나이가 오래된 늑대 위주로 움직이는 무리에서 새로운 영역을 찾거나 번식하기 위해 무리에서 나간 수컷을 의미한다. 1년에서 4년 사이의 젊은 늑대들은 자신의 무리를 만들기 위해 무리를 떠나고(이는 근친교배를 막기도 한다), 전형적인 늑대 무리처럼 하나의 번식 가능 쌍을 이루게 된다. 일부 늑대들은 외톨이 늑대들이 모여 무리의 평균적 늑대보다 더욱 공격적인 무리가 만들어져 유지되기도 한다. 그러나, 외톨이 늑대들은 늑대가 좋아하는 먹이인 대형 유제류는 혼자 사냥하기 어려워 사냥에 큰 어려움을 겪는다. 대신, 떠돌이 늑대들은 작은 동물이나 부육을 먹으며 청소자가 되기도 한다. 때때로, 외톨이 늑대는 이성의 외톨이 늑대를 만나 새로운 무리를 형성하기도 한다.
외톨이 늑대는 종종 무리의 알파 늑대와의 도전 실패로 인해 생기기도 한다. 그는 싸움 후 우위를 잃고 쫓겨나게 된다. 몇몇 늑대들은 오히려 단순히 무리의 일부가 되는 것보다 혼자 살아가는 것을 선호하여 외톨이 늑대가 되기도 한다.

## 사람
사람에게서, 외톨이 늑대는 내향성이며 고독하게 혼자 살아가는 사람을 의미하기도 한다.
문학에서, 외톨이 늑대는 다른 등장인물과 직접적으로 상호 작용하는 것을 감정적으로 거부하거나 내키지 않는 등장인물을 의미한다. 전형적인 외톨이 늑대들의 모습은 성격이 어둡거나 심각하며, 종종 말이 없으며 자신의 지정된 특성으로 자신을 구별하는 것이다.

### 무리에서의 외톨이 늑대
유사한 개념으로, 특정 무리에서 외톨이 늑대는 무리에서 일원으로 간주 될 수 있는 충분한 시간을 보내지만, 다른 일원과 가까이 할 수 있는 시간을 보내진 않는 일원을 의미한다. 이러한 사람들은 그룹 활동이나 모임에 참가하지 않는 경향이 있다.
군대 또는 경찰 단체에서, 이러한 "외톨이 늑대"들은 자주 자발적 행동을 하고 혼자 일을 하고, 모든 그룹의 구성원들이 미션/임무 계획을 어기면 대부분의 작전을 거부하고 혼자 작전을 완료하고자 한다.

## 같이 보기
- 자폐 스펙트럼(Autism spectrum)
- 회피성 인격 장애(Avoidant personality disorder)
- 은자(Hermit)
- 내향성
- 히키코모리
- 로너(혼자 있기를 좋아하는 사람, Loner)
- 은둔자(Recluse)
- 분열성 인격 장애
- 사회적 불안(Social anxiety)
- 고독